# Bowerbank
Bowerbank és una població dels Estats Units a l'estat de Maine (EUA). Segons el cens del 2000 tenia 123 habitants.

## Demografia
Segons el cens del 2000, Bowerbank tenia 123 habitants, 54 habitatges, i 42 famílies. La densitat de població era d'1,1 habitants per km².
Dels 54 habitatges en un 20,4% hi vivien nens de menys de 18 anys, en un 68,5% hi vivien parelles casades, en un 5,6% dones solteres, i en un 20,4% no eren unitats familiars. En el 18,5% dels habitatges hi vivien persones soles el 13% de les quals corresponia a persones de 65 anys o més que vivien soles. El nombre mitjà de persones vivint en cada habitatge era de 2,28 i el nombre mitjà de persones que vivien en cada família era de 2,49.
Per edats la població es repartia de la següent manera: un 17,1% tenia menys de 18 anys, un 5,7% entre 18 i 24, un 25,2% entre 25 i 44, un 28,5% de 45 a 60 i un 23,6% 65 anys o més.
L'edat mediana era de 48 anys. Per cada 100 dones de 18 o més anys hi havia 108,2 homes.
La renda mediana per habitatge era de 27.917 $ i la renda mediana per família de 31.875 $. Els homes tenien una renda mediana de 36.250 $ mentre que les dones 19.583 $. La renda per capita de la població era de 20.946 $. Entorn del 14,6% de les famílies i el 15% de la població estaven per davall del llindar de pobresa.